# Проспер Жольйо Кребійон
Проспер Жольйо Кребійон, власне Проспер Жольйо, сьєр де Кре-Бійон (фр. Prosper Jolyot Crébillon, фр. Prosper Jolyot, sieur de Crais-Billon; нар. 13 січня 1674, Діжон — пом. 17 червня 1762, Париж) — французький письменник. Близько 1710 року його вважали найбільшим драматургом свого покоління у Франції.

## Біографія
Він був сином Женев'єви Ганьяр (нар. бл. 1650) та Мельхіора Жольйо, сеньйора де Кребійона (бл. 1640—1707), старшого судового чиновника Судової палати в Діжоні. Він володів невеликим маєтком Кре-Бійон (придбав його у 1686 році) неподалік від міста, ім'я якого він додав до свого прізвища на манер аристократів.
Кребійон (як він називав себе пізніше і як він відомий в історії літератури) почав свою освіту в єзуїтському коледжі Діжона, collège de Jésuites des Godrans, і закінчив у колежі Мазаріні в Парижі. Потім він вивчав право в Парижі і зайнявся адвокатурою. Однак він віддав перевагу роботі секретаря прокурора і, будучи молодим чоловіком, насолоджувався життям в так званій корпорації «Базош» («Basoche»), асоціації працівників вищих судів у Парижі.
Після того, як його начальник помітив його пристрасть до театру і заохотив його писати, Кребійон 1703 року спробував свої сили в написанні трагедії Смерть дітей Брута (La Mort des infants de Brutus), але її не прийняли до виконання. У 1705 році Iдрама «Ідомена» (Idoménée) стала його проривом, після якої з'явилося кілька інших трагедій: Атрей і ТІєст (Atrée et Thyeste,1707), Електра (Électre, 1708) і Радаміст і Зенобія (Rhadamiste et Zénobie, 1711, мабуть, його найкраща п'єса).
У 1707 році він одружився з Марі-Шарлоттою Пеаже (бл. 1690—1711), дочкою паризького аптекаря з площі Мобер, яка незабаром після цього народила сина: майбутнього письменника Клода-Проспера Жольйо де Кребійона.
Особливою рисою Кребійона були його моторошні ефекти на сцені. Наприклад, у нього батько мало не п'є кров свого сина, якого вбив його брат; інший персонаж спочатку вбиває свого сина, а потім себе. При цьому автор свідомо переступив межі «bienséance» (благопристойності) французького класицизму, що особливо яскраво проявилося в Корнеля і Расіна, спадкоємцем яких він деякий час вважався.
Трагедії «Ксеркс» (1714) і «Семіраміда» (1717) зазнали невдачі. Кребійон пішов з театру. Фінансові труднощі (батько залишив борги замість спадку, на який він сподівався) і раннє вдівство створювали додатковий тиск на нього.
Лише в 1726 році він повернувся з п'єсою «Пірр» . Успішна постановка дозволила йому знову закріпитися в паризькому літературному житті. У 1731 році він був прийнятий до Французької академії. У 1733 році, як фаворит нової коханки мадам де Помпадур, яка любить театр, він отримав від Людовика XV посаду «королівського цензора літературних та історичних творів», а в 1735 році також і «поліцейського цензора». У 1745 році йому додатково призначили «пенсію» (постійну щорічну виплату) у розмірі 1000 ліврів із королівських фондів, що забезпечило йому фінансову безпеку.
У 1748 році його нова п'єса «Каталіна» була поставлена коштом короля Людовика XV, і придворні демонстративно аплодували і вихваляли її, щоб образити Вольтера, іншого фаворита мадам де Помпадур. Останній став дошкуляти королю і віднедавна впав у немилість. Кребійон заборонив його п'єсу «Магомет» у 1742 році завдяки своїй посаді цензора. Згодом Вольтер намагався довести свою перевагу п'ятьма трагедіями на сюжети, обрані Кребійоном (у тому числі «Орестом» за «Електрою»). Суперництво Кребійона з Вольтером супроводжувалося добрими на вигляд стосунками, але Вольтер дав волю своїй злості в так званій «Похвалі Кребійону» (1762).
Остання п'єса Кребійона «Тріумвірат» (1754) не мала успіху.
Померши у 1762 році, він залишив проект «Кромвеля». Паризькі актори організували панахиду на його честь, яку відвідала велика кількість акторів і актрис, а також члени Академії і багато літературних діячів, що викликало скандал з боку церкви. Для церкви Сен-Жерве було замовлено мавзолей скульптору Жану-Батісту Лемуану, але він так і не був встановлений.
Його син Клод-Проспер (1707—1777), якого звали Кребійон-син, вважається істориками літератури важливим для розвитку жанру роману у 18 столітті.

## Вибрані твори
- Ідомена, трагедія, 29 грудня 1705 (онлайн)
- Атрей і Тієст, трагедія, 14 березня 1707 (онлайн)
- Електра, трагедія, 14 грудня 1708 (theatre-classique.fr, онлайн)
- Радаміст і Зенобія, трагедія, 23 січня 1711 (онлайн)
- Ксеркс, трагедія, 7 лютого 1714 р
- Семіраміда, Трагедія, 10 квітня 1717 (онлайн)
- Пірр, трагедія, 29 квітня 1726 (theatre-classique.fr, онлайн)
- Катіліна, Трагедія, 20 грудня 1748 (онлайн)
- Тріумвірат або Смерть Цицерона, трагедія, 23 грудня 1754 р.